# Maya Nadig
Maya Nadig (* 16. Oktober 1946 in Tschiertschen, Schweiz) ist eine Schweizer Kulturanthropologin und Ethnopsychoanalytikerin. Sie ist seit 1991 Professorin für Ethnologie und Ethnopsychoanalyse an der Universität Bremen.

## Leben
Nadig studierte zunächst Französisch, Deutsch und Geschichte in Lausanne, München und Zürich und beendete dieses Studium in Zürich als Sekundarlehrerin. Daran schloss sie ein Studium der klinischen Psychologie und Ethnologie an. Sie promovierte 1983 am Ethnologischen Institut in Zürich.
Sie war als Lehrbeauftragte und Assistentin am Ethnologischen Institut in Zürich und anschließend als wissenschaftliche Mitarbeiterin am Institut für Soziologie der Frankfurt am Main tätig. Ihre psychoanalytische Ausbildung absolvierte sie am Psychoanalytischen Seminar Zürich und später in Bremen. Seit 2009 ist sie Mitglied der Deutschen Psychoanalytischen Vereinigung (DPV) und der Internationalen Psychoanalytischen Vereinigung (IPV).

## Arbeitsschwerpunkte
Die Forschungsarbeiten befassen sich mit Ethnopsychoanalyse, postkolonialen Kulturtheorien, Migration, Transkulturalität und Identitätsformationen im Kontext der Globalisierung. Sie entwickelte die ethnopsychoanalytische Deutungswerkstatt als Methode zur Auswertung in der Feldforschung gewonnener Daten. Die Art des Gesprächs, die in der Ethnopsychoanalyse eingesetzt wird, bezeichnet sie als „selbstreflexive Gespräche“.  Ihr Forschungsansatz basiert auf Arbeiten von Georges Devereux sowie von Paul Parin, Goldy Parin-Matthèy und Fritz Morgenthaler, welche als Begründer der Ethnopsychoanalyse gelten. Nadigs Arbeit ist zugleich im Bereich der Ethnologie, der Psychoanalyse und der feministischen Sozialwissenschaft lokalisiert. Der ethnopsychoanalytische Ansatz von Nadig ist dadurch geprägt, dass er die Subjektivität des Forschers ausdrücklich mit in die Untersuchungen einbezieht. Nadig entwickelte zur Auswertung der im Feld gewonnenen Daten die ethnopsychoanalytische Deutungswerkstatt. Die wichtigste Datenquelle des Materials aus der Feldforschung ist für Maya Nadig das eigene Erleben des Forschers, der den Forschungsprozess in teilnehmender Beobachtung betrachtet. Das Erleben des Forschers wird in Form von unveränderten Tagebucheinträgen und Aufzeichnungen von Gesprächen mit der psychoanalytischen Tiefenhermeneutik aufgrund der Analyse von Übertragung und Gegenübertragung analysiert und erst in einem zweiten Schritt mit den kulturellen und ökonomischen Lebensbedingungen der erforschten Personen in Bezug gebracht. Dadurch sind psychoanalytische Rückschlüsse auf das subjektive Erleben dieser Gegebenheiten und die Auswirkungen auf die Individuen möglich.
Ihre Arbeit konzentrieren sich vorrangig auf Kulturen in Mexiko, Italien, der Schweiz und Deutschland  und befasst sich insbesondere mit der Kultur und der Situation der Frau. Nadig führte zahlreiche vergleichende Studien zu bäuerlichen und industrialisierten Gesellschaften durch. Sie untersuchte unter anderem die kulturelle Konstruktion des Mutterbildes bei den Mayas in Yukatan.
Durch vergleichende Feldforschung untersuchte sie die Lebensumstände und den kulturellen Raum von Frauen. Nadig stellt den Übergang zum Mutter-Sein in bäuerlichen Gesellschaften als soziales Ereignis dar, das von Übergangsritualen begleitet ist und von dem der Vater nicht ausgeschlossen wird. Die Arbeit von Frauen finde in einer Subkultur mit eigenständigen Formen sozialer Kontrolle statt. Laut den Ergebnissen ihrer Studien vergrößert die Mutterschaft in ländlichen Gesellschaftsformen in Mexiko wie auch in der Schweiz den Bewegungsraum der Frau innerhalb der jeweiligen Subkultur. In industriellen Gesellschaften hingegen sieht Nadig diesen Übergang weitgehend als eine individuell zu erbringende Leistung der einzelnen Frau, wobei die Frau durch die Mutterschaft meist an Bewegungsraum verliere, stärker isoliert werde und sich in der Regel in Abhängigkeit vom Ehemann beziehungsweise vom Vater des Kindes begebe. Zugleich würden aber soziale Rollenvorgaben weniger stark eingefordert.
Seit 2010 forscht Nadig zusammen mit Wolfgang Hekele bei den Mosou in China. Schwerpunkt der Untersuchung ist die Matrilinearität (verwandtschaftlichen Verhältnisse) dieser Kultur.

## Werke (Auswahl)
- Die verborgene Kultur der Frau. Frankfurt/M.: Fischer 1986/1997
- Körpererfahrung im Wahrnehmungsprozess: Transkulturelle (Re)Konstruktionen in Übergangsräumen. In: Judith Schlehe (Hrsg.): Zwischen den Kulturen – zwischen den Geschlechtern: Kulturkontakte und Genderkonstrukte. Waxmann, ISBN 3-89325-938-4, 2000, S. 37–51
- Interkulturalität im Prozess – Ethnopsychoanalyse und Feldforschung als methodischer und theoretischer Übergangsraum. In: Lahme-Gronostaj, H., Leuzinger-Bohleber, M. (Hg.): Identität und Differenz. Zur Psychoanalyse des Geschlechterverhältnisses in der Spätmoderne. Westdeutscher Verlag, Opladen 2000, S. 87–101
- Transculturality in Process. Theoretical and Methodological Aspects drawn from Cultural Studies and Psychoanalysis. In: Sandkühler, Hans Jörg; Lim, Hong-Bin (eds.) Transculturality, Epistemology, Ethics, and Politics. Frankfurt am Main: Lang, 2004, S. 9–21.
- Einführung in eine ethnopsychoanalytische Deutungswerkstatt mit Beiträgen von vier Psychoanalytikern zu Kulturschock und Chaos. Tagungsband der Deutschen Psychoanalytischen Vereinigung zur Herbsttagung 2008 in Bad Homburg. Berlin: Deutsche Psychoanalytische Vereinigung, 2009 (Tagungsband, unveröffentlicht)